# Tirumalaigiri
Tirumalaigiri es una ciudad censal situada en el distrito de Salem en el estado de Tamil Nadu (India). Su población es de 4107 habitantes (2011).

## Demografía
Según el censo de 2011 la población de Erumapalayam era de 4107 habitantes, de los cuales 2093 eran hombres y 2014 eran mujeres. Tirumalaigiri tiene una tasa media de alfabetización del 63,02%, inferior a la media estatal del 80,09%: la alfabetización masculina es del 70,86%, y la alfabetización femenina del 54,84%.